# 詹保羅·貝利尼
詹保羅·貝利尼（ Gianpaolo Bellini ）是一位意大利足球運動員。在場上司職後衛。他目前效力於意甲球隊亞特蘭大。貝利尼也是亞特蘭大隊的副隊長。他的首場意甲比賽是在2000年10月1日，亞特蘭大對拉齊奧的一場比賽。